# L'Évasion de Toni
Albums de Henri Dès
Le crocodile
(1993) Far West
(1995)
L'Évasion de Toni est un album basé sur une comédie musicale pour enfants sorti en 1994. 
Plusieurs personnalités de la chanson française y participent, dont Henri Dès, Renaud, Liane Foly, Alain Chamfort, Anémone, Francis Perrin, Maurane et Kassav'.
L'album est récompensé par une Victoire de la musique en 1995, dans la catégorie « Disque pour enfants ».
Il raconte l'histoire d'un ourson prisonnier d'un zoo.

## Liste des chansons
1. Introduction
2. Chat de feu
3. Amis pour la vie
4. La parade des animaux
5. Ourson prisonnier
6. La courte échelle
7. Tu fais comm' ça
8. Le toucan
9. L'appel de la liberté
10. Le rap de l'évasion
11. À travers les barreaux
12. Vive le zoo
13. Vagaboum
14. Quelquefois je suis un ours
15. La courte échelle